# Äktenskapshinder
Ett Äktenskapshinder av lagen uppställda hinder mot ingående av äktenskap. 
Redan i antiken stod nödvändigheten att förbjuda vissa äktenskap klar för lagstiftarna, och varje civiliserad rättsordning har sedan dess haft sitt system av dylika förbud eller, såsom det emellanåt uttrycks, villkor för att äktenskap ska få ingås. Det religiösa momentet, som tidigare hade övervikten vid förbudens uppställande, har i nutidens lagstiftning fått stå mera tillbaka, medan i stället vissa medicinska, framför allt rashygieniska, synpunkter tillmättes allt större vikt fram till 1960-talet, när sådana synpunkter istället kom att anses som alltmer inopportuna.
Bland de äktenskapshinder som fanns tidigare i svensk rätt men som nu är avskaffade kan nämnas sinnessjukdom, epilepsi eller smittsam könssjukdom, att kvinnan varit gift tidigare och skilt sig samt att kretsen av förbjudna led var större.
Den nuvarande svenska rättens regler om äktenskapshinder återfinns i Äktenskapsbalkens andra kapitel. Äktenskapshindren är här följande: 
2 kap. Äktenskapshinder 1 § Den som är under 18 år får inte ingå äktenskap utan tillstånd av myndighet som anges i 15 kap. 1 §. Tillstånd får meddelas endast om det finns särskilda skäl. Lag (2004:142).
2 § Har upphävts genom lag (1988:1254).
3 § Äktenskap får inte ingås mellan dem som är släkt med varandra i rätt upp- och nedstigande led eller är helsyskon.Halvsyskon får inte ingå äktenskap med varandra utan tillstånd av myndighet som anges i 15 kap. 1 §. Vid tillämpningen av första och andra styckena jämställs adoptivförhållande med släktskap. De som därvid anses som helsyskon får dock ingå äktenskap med varandra efter tillstånd av myndighet som anges i 15 kap. 1 §. Lag (2004:763).
Ändrad 2004-04-15 gm SFS 2004:142, ikraft 2004-05-01, överg.best.  
Ändrad 2004-11-09 gm SFS 2004:763, ikraft 2005-01-01, överg.best.  
4 § Den som är gift eller partner i ett registrerat partnerskap får inte ingå äktenskap. Lag (1994:1118).
Dispens enligt 1 resp 3 kan lämnas av länsstyrelsen. För detta erfordras särskilda skäl.